# لاتین قرون وسطی
لاتین قرون وسطی قالبی از زبان لاتین بود که در قرون وسطی در کلیسای کاتولیک غرب اروپا کاربرد داشت. در این منطقه این زبان، زبان نوشتار سطح بالا بود با این حال زبان‌های محلی برای سطح‌های پایین‌تر اجتماعی کاربرد داشت. زبان لاتین، زبان مقدس کلیسای کاتولیک بود همچنین زبان علم، قانون و امور اداری بود.